# 好きなものは好きだからしょうがない!!
『好きなものは好きだからしょうがない!!』（すきなものはすきだからしょうがない!!）は、プラチナれーべるから発売された、商用では初となる18禁ボーイズラブアドベンチャーゲームである。略称、好きしょ。シナリオは沢城利穂、キャラクター原案はつたえゆず。

## 概要
ゲームは4つのエピソードから構成され、2000年8月10日に「FIRST LIMIT」が発売された。
マリン・エンタテインメントからドラマCDが次々と発売され、ゲームの方も一般作としてドラマCDと同じキャストでフルボイスでPlayStation 2に移植されている。さらにテレビアニメ化され、2005年1月から3月まで独立UHF局ほかで放送された（BL作品の地上波でのアニメ化は初）。また、ランティスネットラジオで「好きしょ！ラジオ」が放送された（全38回）。2006年8月、PC版の廉価版が発売された。

## あらすじ
羽柴空は外見は二枚目だが性格は三枚目、考えるより先に身体が動く直情的な少年。ある日学校の校舎から転落事故を起こして入院する。しばらくして退院すると、そこには空と寮の同室となる藤守直と言う少年が転校してきた。空と直は幼馴染みではあるが、空は直のことを全く覚えていなかった。気まずい雰囲気で直との寮生活を始める空だったが、空と直には幼い頃に暗い過去があり、空に直の記憶が無いのはどうやらそれに関係しているらしい。空は直や、本城祭、七海達と一緒に自分の過去や謎を解いていく。

## 登場人物
声の記述は、ドラマCD・PS2版
羽柴空（はしば そら）声：緑川光 / 幼少：東野里加
本編の主人公。立体的には再現不可能に思える不思議な髪型が特徴。学校内で「学園なんでも屋」に加入している。毎日の日課は朝のジョギング。藤守直とは幼馴染み（全く覚えてなかった）。甘いものは苦手でありながら、甘めのコーヒー牛乳は好き。二重人格者で、もう1人の人格は夜。幼少期に直と共に相沢の研究サンプルとして誘拐され、凄惨な投薬実験に晒される。真一朗と七海に救出されるが、直だけが取り残され、離れ離れとなる。関連する記憶は夜が思い出させないようにしていたが、三作目の真相ルートで相沢の策略により全てを思い出す。最終作では大学部に進級し、現在3年生。母校の数学教師を務める。実は1年ダブっている（※進級して間もない頃に相沢の研究所の場所を突き止め、焦って突入した時に背中を負傷し、長期入院したため）。この時、匿名で七海に連絡をしたのが直だった。
3月21日生まれのB型、母親は羽柴りんこ。
藤守直（ふじもり すなお）声：保志総一朗 / 幼少：秋田まどか
ある日空の通う学校に転入してくる美少年。可愛らしい外見と名前とは裏腹に、ものすごい意地っ張り。甘いものには目がなく、寮のクローゼット内には大量のお菓子を隠している。二重人格者で、もう1人の人格はらん。空が自分の事を覚えていなかった事に最初は強い憤りを感じていた。幼少期から受け続けてきた実験と研究員からの性的虐待により、市販薬などの効果が薄く、性交渉に対するトラウマがある。外見と（当時）男子校という環境上狙われることが多く、作中ではたびたび襲われかけている。三作目の真相ルートでは衝撃的な言葉を残して空たちの元を去り、最終作では当初敵として登場（※実は、あえて敵の中に潜り込み、敵の目的を妨害し、空達を守るための行動だった）。真相ルート終盤で相沢を裏切ったことで囚われるが、空達の尽力の末無事救出され、平穏な日々を手に入れる。作品初期では多重人格者。3月12日生まれのA型。
夜（よる）声：子安武人
もう1人の羽柴空。空が、直やみんなを守るために作った存在。らんを愛しているが、空も気に入っている。空が動いている間は、空の中でじっとして眠っている。時々空のお目付け役も兼ねている様子。右手首の布は、空の記憶を封じ込め、それを思い出させないよう自殺を図った時に作った傷を隠している。空より少々大人っぽい外見で、体格も空より筋肉質。左目だけは違い、金色。モデルは「空の理想部分が強い真一朗」（作者談）。真一朗似を嫌がる。名付け親はらん、由来は「りんこが空に、"空夜"と名付けようとしていた」から。
らん声：ドラマCD版 - 山口勝平 / アニメ版 - 保志総一朗
もう1人の藤守直。幽閉当時、直が辛いことから逃げるために夜が指示をして作らせた。当初は自分が生まれた意味もわからず、意識があるうちは痛みや苦しみにさらされ、感情を発散させるため夜に当たり続けるが、夜に名づけてもらったことで落ち着き、以降は夜を一途に愛する。名前の意味は「乱暴者」の「乱」。基本的には子供っぽくワガママ。空が嫌い。三作目以降、直とは良好な関係。力関係は、直が強い（抑えられると表に出てこられない）。最終作では当初ハッキリとは姿を見せなかったが、真相ルート終盤で、「（恐らく）直の体をもらう代わりに、全てが終わるまでは表には出ない」という直との約束を破り、空に直の真意を伝える。1番に夜、2番に直、3番目に祭が好き。桃くんのモデル。三作目までの登場キャラクター絵では直と同年代に見えるが、四作目では少し幼い。赤い目。
水都真一朗（みなと しんいちろう）声：三木眞一郎
空が通う学校の数学教師。陰湿で陰険、事ある毎に空にセクハラをしてくる。本業は探偵、学園内を探っている。空が幼い頃に憧れていた人物。探偵モードの時（本来）は明るく気の良い、空たちの兄貴的存在。時には七海と夫婦漫才のようなやり取りが繰り広げられる事もあるが、空・直・祭の三人を心から大事に思っており、彼らと七海を守る事を最優先に行動する。空以上の羽っ毛の持ち主で、かなりの剛毛。水都にシフトする時は毎朝30分以上かけてワックスでがちがちに固めている。二作目および三作目においては、嗜虐心に満ちた水都の姿のまま空を支配しようとするルートが用意されている。
三作目終盤では、相沢の策略で空と直に刺され重傷を負い、相沢の手に落ちる。最終作では当初は水都のまま登場。相沢の薬によって水都として行動するよう命令されていたが、そうはならずに相沢を苛立たせる。真相ルート終盤で七海の鉄拳で覚醒するが、それまでの記憶は一切残ってないらしかった。
施設出身で、綾野や奏司とは同じ施設で育った仲。七海が好き。施設は相沢が関係している。幼少期から相沢に気に入られ、彼自身の人格は相沢が関与している。
探偵Ver.（真一朗）と、教師Ver.（水都）の紹介欄があり。探偵モードでは「真一朗」とだけ表記されている。8月5日生まれのO型。
七海かい（ななみ かい）声：石田彰
空が通う学校の保健養護教師。いつもは学校の生徒用のジャージを着ている。実は探偵としての水都の相方。梅谷の最初の教え子の一人で、その縁もあり、梅谷と親しい。真一朗とは幼少期からの付き合い。実家と真一朗が育った施設が隣同士で、よく一緒に行動していた。人一倍強い二面性に悩んでいた真一朗を思い、真一朗には何も言わず相沢と同じ学園に進学するが、研究を進めるうちに間違いに気付き、相沢の元から逃亡。その後真一朗と再会し保護され、真一朗に相沢の調査を依頼する。普段はとても優しいが怒らせると恐く、特にセクハラを働いた真一朗へのツッコミは強烈（主に鉄拳、番外編ではジャガイモを投げつけた）。真一朗曰く「かなりの飴と鞭の使い手」。奏司とは仲が悪い。家事が得意で特に掃除が好き。料理も得意。紅茶だけは上手く淹れられない。医師免許もち。真一郎と付き合っている。12月25日生まれのA型。
本城祭（ほんじょう まつり）声：千葉進歩 / 幼少：神崎ちろ
空と直の幼馴染みで、ハーフの生徒会副会長兼寮長。写真が趣味で、寮の自室のクローゼットを暗室代わりにするほど本格的にいれこんでいる。実益も兼ねて、いつも写真で空の弱みを握り、「学園なんでも屋」として空をこき使っている。幼少期に自分だけが助かったという罪悪感を抱えている。三作目では、偽者騒動の最中に罪悪感を空に知られるも、空の信頼と持ち前の気丈さで克服する。
最終作では海外留学していたが、空に内緒で帰国。昔のよしみで学園の寮に居候していたが、七海から忙しくなるからということで管理も任されていた。影で青達を指導し、「学園なんでも屋」を再結成。大物になるための一環として奏司の手伝いをし、着々と国内外に人脈を形成しつつある。子供キャラを除く主要人物の中で、羽野と彼にだけ18禁描写がない。2月21日生まれのAB型。
佐倉広夢（さくら ひろむ）声：阪口大助
一作目でのヒロイン的立場。空の後輩。交通事故で意識不明になり、入院していた。最初は幽体離脱して直に取り憑いて空の前に現れたが、その後、意識を取り戻して退院、元気になってから再び空の前に現れた。幽体離脱時の記憶はないようだが、直と仲良くなり、彼にくっついて時々あちこち連れ回している。甘い食べ物に目が無い。最終作ではその外見から、ティーンズ雑誌などを中心にモデルとして活躍し、空を臨時モデルとして誘うこともある。 9月13日生まれのAB型。
アニメでは第5話のみ登場。直には取り憑かず、空を巡っての恋敵として、直と仲が悪い。
市川学（いちかわ がく）声：私市淳
空の後輩で化学部員。明るく人懐っこい元気少年。空にもすっかり懐いている。純粋に芥を先輩として尊敬している。出生には相沢が関わっている。芥と廉を慕っているがために、作中でどちらが一番好きなのかを決められないことに悩むが、一応の決着をつける。その後漫画版で、桐人にその煮え切らない態度を叱咤され、傷つきながらも前に進むことを選ぶ。元気な姿勢からはわからないが、実は芥以上の化学の才能と特許を持つ。最終作では、芥に飲ませられてきた薬の特効薬も作り出している。『もう、待てないって!』の主人公。4月3日生まれのO型。
永瀬芥（ながせ かい）声：置鮎龍太郎
空の先輩で化学部長。表情が少なく感情が全く表に出ないタイプ。父親は相沢教授。冷たい雰囲気から他の生徒達からは敬遠されているが、最終作では多少人あたりがよくなったようで、女性から人気があるらしい。学を大切に思っているが、薬を使わなければ自分の感情を表現できない不器用な人。愛情以外にも、自分以上の化学の才能があることにコンプレックスを抱いている。名前の由来は七海からで、漢字の意味は「ごみ」。昔はサンプル番号で呼ばれて、投薬実験を受けさせられていたようだが、化学の才能を明らかにするうちに可愛がられるようになったらしい。本人は父親のすることには一切の関心がなく、むしろ空達に協力的。12月25日生まれ。
相沢（あいざわ）声：小杉十郎太
空達が通う学校にある大学部教授で、化学部顧問。正体は空達が巻き込まれた事件の黒幕。原作者からの呼び名は「パパさん」。裏世界では絶大な権力を握る科学者で、人の心と感情をコントロールできる薬品を日夜研究、開発している。そのサンプルとして空と直を誘拐、凄惨な投薬実験を繰り返していた。芥や、自身が関わって生まれた学のことすら実験サンプルに使っていたようだが、芥が化学の才能を発揮していくうちに愛情が湧きサンプルから外し、その代わりとして空と直を誘拐した。祭が誘拐されなかったのは、芥と学の穴埋めができれば良かっただけらしい。身内への愛情は持ち合わせているらしい。真一朗達が育った施設も彼が関与している。特に真一朗に入れ込み、水都の人格も彼自身の手による結果らしい。真一朗を愛している様子（※全くの無自覚）であり、七海への憎悪も無自覚の嫉妬。綾野曰く「寂しい人」。
クリス声：結城比呂
二作目でのヒロイン的立場。空達の学校に入ってくる交換学生。普段は近くにある教会で牧師見習いを務める。昔、七海のインターン時代の患者だった。七海を信頼していたが、何も言わずに姿を消してしまった七海を愛憎半ばで探し続け、それを知った相沢の手引きで空達の学校へやってきた。七海と再会したことにより自分の間違いに気づく。最終作では神学校を卒業、牧師見習いとして引き続き学園近くの教会で暮らしており、時折七海の元に訪れている。カタカナ表記だが、歴とした日本人（すきしょファンディスクより）。アニメでは第13話のみ登場。5月3日生まれのA型。
浅香奏司（あさか そうし）声：うえだゆうじ
二作目から登場する。真一朗の義兄で、真一朗が経営する探偵事務所の顧問弁護士。空達の昔の事情も知っており、空達には協力的に接してくれる。キザな物言いが特徴的で、普段はとても温厚な人物。真一朗とは仲が悪いとされている。白猫（チャコ）を飼っている。施設出身で、真一郎や綾野とは同じ施設で育った仲（次男的立場）。1月24日生まれのA型。
羽野義広（はの よしひろ）声：野島健児
空の後輩。化学部所属で、幽霊部員。学の同級生。色んなバイトを掛け持ちしている。弁当作りの腕前は超一流。風太の義兄で、ブラコン気味。当時は再婚に反対していたが、母を思う風太の行動により考えを改める。大学生になってからは彼女を作ろうと積極的に合コンにも出ているようだが、惨敗中。何故か彼女ができない人（原作者談）。7月11日生まれのB型。
中原桐人（なかはら きりと）声：飛田展男
三作目では謎の金髪美人として登場。実は化学部の幽霊部員で、永瀬を慕っている。広夢とはモデル仲間。アニメには登場せず。穏やかな外見に似合わず戦闘の心得があり、武器は長針。番外編でも、暴漢に襲われた時は武器無しで返り討ちにしている。漫画版では義広と親しいが、風太とは仲が悪い。2月1日生まれのA型。
湖月綾野（こづき りょうや）声：森川智之
最終作から登場する。真一朗の義兄その2で、長男的立場。歴とした男でありながら、名前の漢字のせいで女に間違えられることが多い。ピンクのうさぎのパペット（桃くん）を使って腹話術をすることが多い。通称綾野（あやの）ちゃん。
普段は飄々とした人物だが、実は裏では相沢と繋がっている。相沢の作った薬の解毒剤を作るのが仕事。相沢の頼みで末子（香野）の面倒を見ているが、実の子供のように可愛がっている。相沢を「寂しい人」と思い、時間をかけて軌道修正を試みていたようで、空も「綾野がいなければとっくに命はなかったのではないか」と思っている。11月30日生まれのAB型。
羽柴青（はしば せい）声：宮田幸季 / ちび空：小松里賀
三作目から登場。当初は相沢が仕掛けた空の偽者として登場したが、実は相沢が作った空のクローン。当初は「ちび空」と呼ばれていた。相沢からは出来そこないとして捨てられるが、空達に保護され青として、綾野に預けられる。最終作では空の弟として、かつて空が通っていた学校に編入。祭の指導のもと、風太、廉の3人で「学園なんでも屋」を再結成する。運動神経抜群で、頭はいいらしい。通称チビ。甘いものが大好きで、牛乳や納豆が嫌い。4月19日生まれのB型。
北村風太（きたむら ふうた）声：櫻井孝宏 / 赤い髪のちびっ子：大本眞基子 / アニメ版：小林ゆう
三作目で「学園なんでも屋」に依頼してきた赤い髪の少年として登場し、最終作では羽野義広の義弟として、かつて空が通っていた学校に通う。知らない間に相沢に利用され、七海と真一朗の不仲を長引かせていた（※実は、七海にあげていた飴が実は相沢が作った薬で、七海がそれを服用し続け、不安感を増長させられていたせい）。
最終作では祭の指導のもと、青、廉の3人でかつて空たちが運営していた「学園なんでも屋」を再結成する。義兄弟で別姓なのは、両親がどちらの姓も残しておきたいから。義広とは一緒に出かけるくらいに仲良しである。つたえ著の漫画版でも登場。桐人とは仲が悪い。3月31日生まれのB型。
椎名廉（しいな れん）声：高城元気 / アニメ版：神崎ちろ
最終作から登場する。永瀬に憧れて空が通っていた学校に転入してきた謎の美少年。実は相沢教授が作り出した七海の子供。事故に遭って5歳以前の記憶がなく、父親のことも知らないため自分の存在に不安を抱えていたが、空や学達との交流の末、自分の気持ちに決着をつけるためと未来のために歩み出す。人見知りが激しいようだが、親しい人にはとても素直。青、風太とは新生「学園なんでも屋」のメンバー。その美貌故、直と同じように狙われることが多い。「もう、待てないって！」に登場する。つたえ曰く「シリーズで一番最初に出来た」。2月19日生まれのA型。
香野（かの）声：山崎みちる
綾野の元で暮らしている少年。外見は小さい頃の学にそっくり。とても無口でほとんど喋らないが意思疎通は可能である。実は相沢教授の3人目の息子（本人たちと綾野しか知らない）。綾野を父親のように慕っている。4月15日生まれのAB型。

## 学園在籍者
梅谷（うめたに）声：うえだゆうじ
空達の担任で、七海の恩師の古典教師。騒がしい生徒には得意のチョーク投げが炸裂する。通称うめちゃん。最終作では、青・風太・廉の担任教師である。七海と親しいからか、真一朗からは嫉妬されている（※本人は無自覚）。つたえ曰く「当初はおっとりした人だったようだが、いつの間にか熱血教師になった。しかも独身」である。名前はつたえの中学時代の化学教師から（漫画版あとがきより）。10月16日生まれのO型。
不良たち
作中でたびたび直を襲う、黒髪と金髪の二人組の男子生徒。一作目からの皆勤登場。悪行がたたり留年するが、最終作ではなんとか大学部に進学しているが、相変わらず直に手を出しては痛い目を見ている。最後はドラッグにつれられて研究サンプルとして恐怖を味わう。
森下由香里（もりした ゆかり）
最終作から登場する。学と家が隣同士の幼馴染で、風太や廉のクラスの委員長を務めている。「もう、待てないって！」に登場するキャラクター。
教授（きょうじゅ）
最終作に登場する空の指導教授。固有名は無い。温和で紳士的な人柄だが、裏ではとんでもないクラブを開催している危険人物。沢城曰く「教授のルートは刺激が強かったかもしれない」。

## ファントム5
暗躍する謎の5人組集団。怪盗416面相をリーダーとし、日夜街の平和を守るために奮闘している…らしい。正体は絶対に秘密であり、口にしたら酷いお仕置きが待っている。
怪盗416面相（かいとう よんいちろく めんそう）
真一朗（416）のもう1つの姿。ファントム5のリーダーで、大きなシルクハットが特徴。後述の4人と合わせてファントム5と称する。幼少期の幼馴染三人組の前に現れた謎の怪盗。自分を捕まえてみろという課題を与え、三人組を特訓していた。捕まえるまでは正体を知っても口にすることはならず、口にしたら酷いお仕置きが待っている。
怪盗773面相（かいとう ななななさん めんそう）
七海（773）のもう1つの姿。出現頻度が低い割に本人はノリノリで変装しているが、うさ耳の装備だけは断固拒否している。原作ではうさ耳装備はなかったが、アニメではうさ耳もつけたフル装備の登場というファンサービス（?）が行われている。
怪盗848面相（かいとう はちよんはち めんそう）
羽柴（848）のもう1つの姿。416によって無理やり怪盗のコスプレをさせられる羽目になった。可愛いうさ耳が特徴。正体を知ったからといってお仕置きなどはない。
怪盗370面相（かいとう さんななぜろ めんそう）
直（す→3 な→7 お→0）のもう1つの姿。最初は嫌がっていたものの、チョコレート1年分に買収されて入隊した。
322男爵（さんにーにー）
祭（みゃ→3 ツー→2 に→2）のもう1つの姿。416面相とは時にライバル、時に同盟関係を結んでいるらしい。一人だけ長袖だが、実は416考案の衣装が「肩が出ていていやらしい」から。衣装に関しては譲る気はないらしい。彼だけはマスクを装着しておらず、代わりに大きな羽飾りのついた帽子を被っている（空曰く「これで竪琴も持っていたら吟遊詩人」な格好）。

## タイトル一覧

### PC
好きなものは好きだからしょうがない!! -FIRST LIMIT-
2000年8月10日発売。
好きなものは好きだからしょうがない!! -FIRST LIMIT- Memorial Edition
2006年8月25日発売。上記ソフトの廉価版。
好きなものは好きだからしょうがない!! -TARGET†NIGHTS-
2001年5月25日発売。
好きなものは好きだからしょうがない!! -TARGET†NIGHTS- Memorial Edition
2006年8月25日発売。上記ソフトの廉価版。
好きなものは好きだからしょうがない!! -RAIN-
2002年5月17日発売。
好きなものは好きだからしょうがない!! -RAIN- Memorial Edition
2006年8月25日発売。上記ソフトの廉価版。
好きなものは好きだからしょうがない!! +White Flower+
2003年7月31日発売。シリーズ完結編。
好きなものは好きだからしょうがない!! +White Flower+ Memorial Edition
2006年8月25日発売。上記ソフトの廉価版。
好きなものは好きだからしょうがない!! －FAN DISK－
2003年4月25日発売。

### PS2
好きなものは好きだからしょうがない!! -FIRST LIMIT&TARGET†NIGHTS- Sukisyo! Episode #01+#02
1作目と2作目をカップリングしたPlayStation 2版。NECインターチャネルより2004年3月25日発売、CEROレーティング18歳以上対象。
好きなものは好きだからしょうがない!! -RAIN- Sukisyo! Episode #03
3作目のPlayStation 2版。インターチャネルから2004年10月21日発売。CEROレーティング18歳以上対象。

#### PC版とPS2版との違い
PC版には過激な描写シーンありと音声が無かったが、PS2版はテレビアニメ版・ドラマCD版に出演した声優を起用しフルボイス化され過激な描写シーンを排除した。

### 小説
角川ルビー文庫から発売。
好きなものは好きだからしょうがない!! -FIRST LIMIT-
2000年12月1日、同タイトルゲームの真相ENDの小説版。 ISBN 4-04-442501-9
好きなものは好きだからしょうがない!! -タリナイコトバ-
2001年6月1日、番外編。 ISBN 4-04-442502-7
好きなものは好きだからしょうがない!! -TARGET†NIGHTS-
2001年12月2日、同タイトルゲームの真相ENDの小説版。 ISBN 4-04-442503-5
好きなものは好きだからしょうがない!! -RAIN- 上
2002年6月1日、同タイトルゲームの真相ENDの小説版上巻。 ISBN 4-04-442504-3
好きなものは好きだからしょうがない!! -RAIN- 下
2002年6月、同タイトルゲームの真相ENDの小説版下巻。 ISBN 4-04-442505-1
好きなものは好きだからしょうがない!! -シアワセノマホウ-
2002年12月1日、番外編。 ISBN 4-04-442506-X
好きなものは好きだからしょうがない!! +White Flower+ 上
2003年7月1日、同タイトルゲームの真相ENDの小説版上巻。 ISBN 4-04-442507-8
好きなものは好きだからしょうがない!! +White Flower+ 中
2003年8月1日、同タイトルゲームの真相ENDの小説版中巻。 ISBN 4-04-442508-6
好きなものは好きだからしょうがない!! +White Flower+ 下
2003年8月1日、同タイトルゲームの真相ENDの小説版下巻。 ISBN 4-04-442509-4
好きなものは好きだからしょうがない!! -ミッション・チョイス-
2003年12月1日、番外編。 ISBN 4-04-442510-8
好きなものは好きだからしょうがない!! -ジェットコースター・ライフ-
2004年7月1日、番外編。 ISBN 4-04-442511-6
好きなものは好きだからしょうがない!! -オトナの時間-
2004年9月1日、番外編。 ISBN 4-04-442512-4
好きなものは好きだからしょうがない!! -キャットウォーク・ウェディング-
2005年4月1日、番外編。 ISBN 4-04-442513-2

### CD
マリン・エンタテインメントより発売。
好きなものは好きだからしょうがない!! -FIRST LIMIT- Truth
2001年8月22日、同タイトル小説のドラマCD。
好きなものは好きだからしょうがない!! -TARGET†NIGHTS- Truth
2001年10月、同タイトル小説のドラマCD。2枚組。
好きなものは好きだからしょうがない!! -NEVER LAND-
2002年2月27日、オリジナルドラマCD。
好きなものは好きだからしょうがない!! -RAIN- Truth
2002年9月26日、同タイトル小説のドラマCD。3枚組。
好きなものは好きだからしょうがない!! -HEAVENLY BREATH-
2002年7月25日、キャラクターソングアルバム。
好きなものは好きだからしょうがない!! -NEVER LAND2 ハッピーアワー-
2003年7月25日、オリジナルドラマCD。
好きなものは好きだからしょうがない!! -LOVE STORIES-
2003年10月24日、オリジナルドラマCD。
好きなものは好きだからしょうがない!! +White Flower+ Truth
2004年6月25日、同タイトル小説のドラマCD。rise、fall合わせて4枚組。
好きなものは好きだからしょうがない!! -タリナイコトバ-
2004年9月24日、同タイトル小説のドラマCD。
好きなものは好きだからしょうがない!! -シアワセノマホウ-
2005年7月22日、同タイトル小説のドラマCD。
好きなものは好きだからしょうがない!! -ミッション・チョイス-
2005年10月21日、同タイトル小説のドラマCD。

### その他書籍
好きなものは好きだからしょうがない!!
2001年8月、角川書店あすかから発売された漫画。絵は松平徹。 ISBN 4-04-853367-3
好きなものは好きだからしょうがない!! -RAIN- パーフェクトガイド
2002年8月9日、エンターブレインから発売。RAINの攻略本。 ISBN 4-7577-0964-1
好きなものは好きだからしょうがない!! (1)→(4)完熟PACK
2003年11月1日、スタジオDNAから発売。シリーズ解説本。作者のインタビューやグッズも掲載。 ISBN 4-7580-1016-1
好きなものは好きだからしょうがない!! 公式ビジュアルファンブック
2004年1月8日、エンターブレインから発売。好きしょ本編と『もう、待てないって!』のCG・攻略法・書き下ろし画集が載っている。5冊組。 ISBN 4-7577-1579-X
好きなものは好きだからしょうがない!! つたえゆず画集
2005年4月7日、角川書店から発売。つたえゆずの画集。 ISBN 4-04-853843-8
好きなものは好きだからしょうがない!! -after stories! -
2006年3月9日、メディアミックスエンターブレインから発売。本編・小説のその後の話。絵はつたえゆず。絶版。 ISBN 4-7577-2675-9

## 『もう、待てないって!』について
ユニゾンシフトの『Be-reave 〜Primary〜』にて学が主人公のゲーム『もう、待てないって!』が収録されている。当作品は『好きしょ』の世界でいう-RAIN-と+White Flower+の間に位置する話である。2003年4月25日に発売された『好きなものは好きだからしょうがない!! －FAN DISK－』に『も待て! sweet trap』という名でリニューアル収録されてある。略称は『も待て!』。

## テレビアニメ
テレビアニメ版「好きなものは好きだからしょうがない!!」は、2005年1月から3月まで独立局ほか、キッズステーションにて全12話が放送された。美少女ものばかりだった当時のUHFアニメにボーイズラブ作品が放送されるのは異例だった。テレビシリーズを収録したDVDがリリースされているが、最終巻にあたる7巻目には第13話にあたるテレビ未放送のエピソードが収録されている。

### スタッフ
- 原作 - プラチナれーべる（ゲーム「好きなものは好きだからしょうがない!!」より）
- ゲームシナリオ - 沢城利穂
- キャラクター原案 - つたえゆず
- 監督 - 二宮ハルカ
- シリーズ構成 - 池田眞美子
- キャラクターデザイン - 山口真未
- 美術監督 - 柴田千佳子
- 色彩監督 - 秋山久美
- 撮影監督 - 近藤靖尚
- 編集 - 内田恵
- 音響監督 - 渡辺淳
- 音楽 - 佐藤直紀
- プロデューサー - 小林潤香、櫻井優香、金庭こず恵、川崎とも子、蓑田健一
- アニメーション制作 - ZEXCS
- 製作 - 学園なんでも屋実行部（バンダイビジュアル、ランティス、ムービック、ファンメディア、ソフパル）

以上のとおり、メインスタッフがすべて女性（監督含める）である。

### 主題歌
オープニングテーマ「Just a Survivor」
作詞 - KENTA / 作曲 - 黒須克彦 / 編曲 - 宅見将典 / 歌 - 鈴木達央
エンディングテーマ「Daydreamin'」
作詞 - mavie / 作曲 - 黒須克彦 / 編曲 - 飯塚昌明 / 歌 - 谷山紀章

### 各話リスト
| 話数                | サブタイトル          | 脚本       | 絵コンテ   | 演出       | 作画監督                   |
| ------------------- | --------------------- | ---------- | ---------- | ---------- | -------------------------- |
| 第1話               | キライなものはキライ! | 池田眞美子 | 宮﨑なぎさ | 北村京子   | 山口真未                   |
| 第2話               | 学園なんでも屋参上!   | 池田眞美子 | 後信治     | 小坂春女   | 菊池愛                     |
| 第3話               | ちびトライアングル    | 宮﨑なぎさ | 宮﨑なぎさ | 瀬池犬久   | 高津幸央                   |
| 第4話               | 怪盗出現!             | 池田眞美子 | 山本深幸   | 山内東生雄 | 服部憲知                   |
| 第5話               | 幽霊少年・広夢        | 吉田玲子   | 高橋幸雄   | 下田久人   | 森前和也                   |
| 第6話               | 結成! 天使ちゃんズ    | 横手美智子 | 宮﨑なぎさ | 山本深幸   | 源ヨシヲ                   |
| 第7話               | 直の疑惑              | 池田眞美子 | 島崎奈々子 | 島崎奈々子 | ふくだのりゆき             |
| 第8話               | 真夜中を抱きしめて    | 吉田玲子   | 南柏努     | 瀬池犬久   | 山口真未（総作監） 菊池愛  |
| 第9話               | 空と直                | 池田眞美子 | 今千秋     | 今千秋     | 野田康行                   |
| 第10話              | 憎悪                  | 池田眞美子 | 南柏努     | 井草かほる | 森前和也 村井孝司 山口真未 |
| 第11話              | 復讐                  | 池田眞美子 | 南柏努     | 山本深幸   | 山口真未                   |
| 第12話              | 救出                  | 池田眞美子 | 宮﨑なぎさ | 宮下新平   | 源ヨシヲ                   |
| 第13話 （TV未放送） | 温泉に行こう!         | 吉田玲子   | 南柏努     | 山本深幸   | 山口真未                   |

### 放送局
| 放送地域 | 放送局             | 放送期間                | 放送日時           | 放送系列       | 備考             |
| -------- | ------------------ | ----------------------- | ------------------ | -------------- | ---------------- |
| 神奈川県 | tvk                | 2005年1月8日 - 3月26日  | 土曜 24:30 - 25:00 | 独立局         |                  |
| 千葉県   | ちばテレビ         | 2005年1月9日 - 3月27日  | 日曜 23:30 - 24:00 | 独立局         |                  |
| 埼玉県   | テレビ埼玉         | 2005年1月9日 - 3月27日  | 日曜 24:35 - 25:05 | 独立局         |                  |
| 愛知県   | テレビ愛知         | 2005年1月10日 - 3月28日 | 月曜 25:58 - 26:28 | テレビ東京系列 |                  |
| 兵庫県   | サンテレビ         | 2005年1月11日 - 3月29日 | 火曜 24:00 - 24:30 | 独立局         |                  |
| 日本全域 | キッズステーション | 2005年1月17日 - 4月4日  | 月曜 24:00 - 24:30 | CS放送         | リピート放送あり |